# Marcel Rivière
Pour les articles homonymes, voir Rivière (homonymie).
Marcel Rivière (1901-1960) est un instituteur français, militant syndicaliste et mutualiste. Il fut le premier président de la Mutuelle générale de l'Éducation nationale (MGEN).
En 1946, le congrès de Grenoble du Syndicat national des instituteurs (SNI) adopta, sur le rapport de Marcel Rivière (au nom du Bureau national du Syndicat auquel il appartenait), une résolution décidant de regrouper l'ensemble des mutuelles de l'éducation nationale. Cette décision était une décision collective. Dans la réflexion qui y a conduit, il convient d'associer à Marcel Rivière le nom d'Henri Aigueperse, alors secrétaire général du SNI et qui, après l'exercice de son mandat syndical exerça plusieurs mandats importants à la MGEN.
Marcel Rivière devient, dès sa constitution en 1946, le premier président de la MGEN (Mutuelle générale de l'Éducation nationale), qui gère la sécurité sociale des personnels relevant du Ministère de l'Éducation nationale. Il le restera jusqu’en 1960, remplacé par Denis Forestier.
Il est enterré au cimetière du Mesnil-Saint-Denis (Yvelines).

## Honneurs
Deux collèges portent son nom :
- Le collège Marcel-Rivière à Hyères dans le Var.
- Le collège Marcel-Rivière à Lagny-sur-Marne en Seine-et-Marne. Il existe également une rue et une place en son honneur, dans le même quartier (Orly Parc).
- L'institut mutualiste Marcel-Rivière à La Verrière dans les Yvelines